# 慕尼黑音乐厅

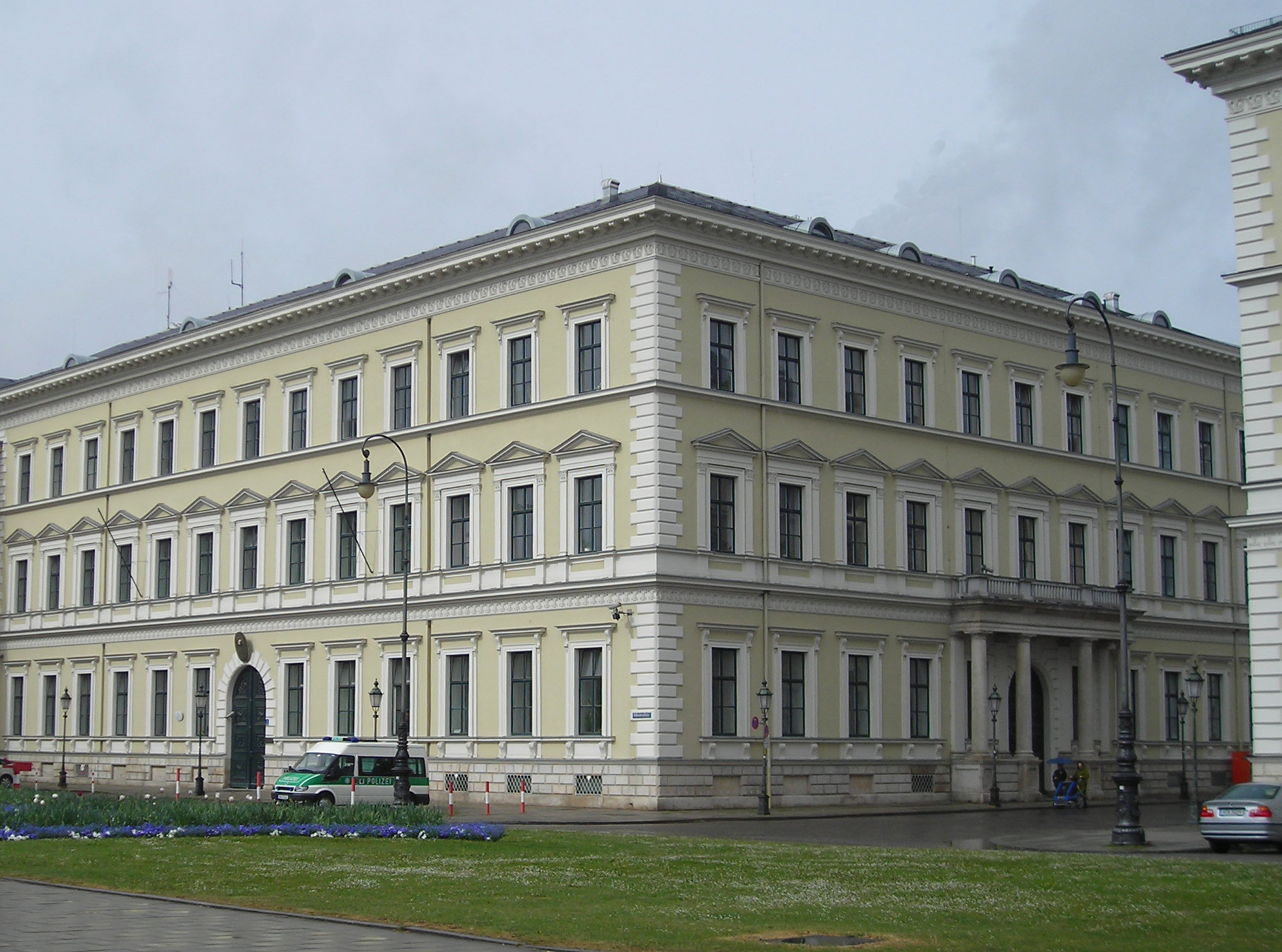

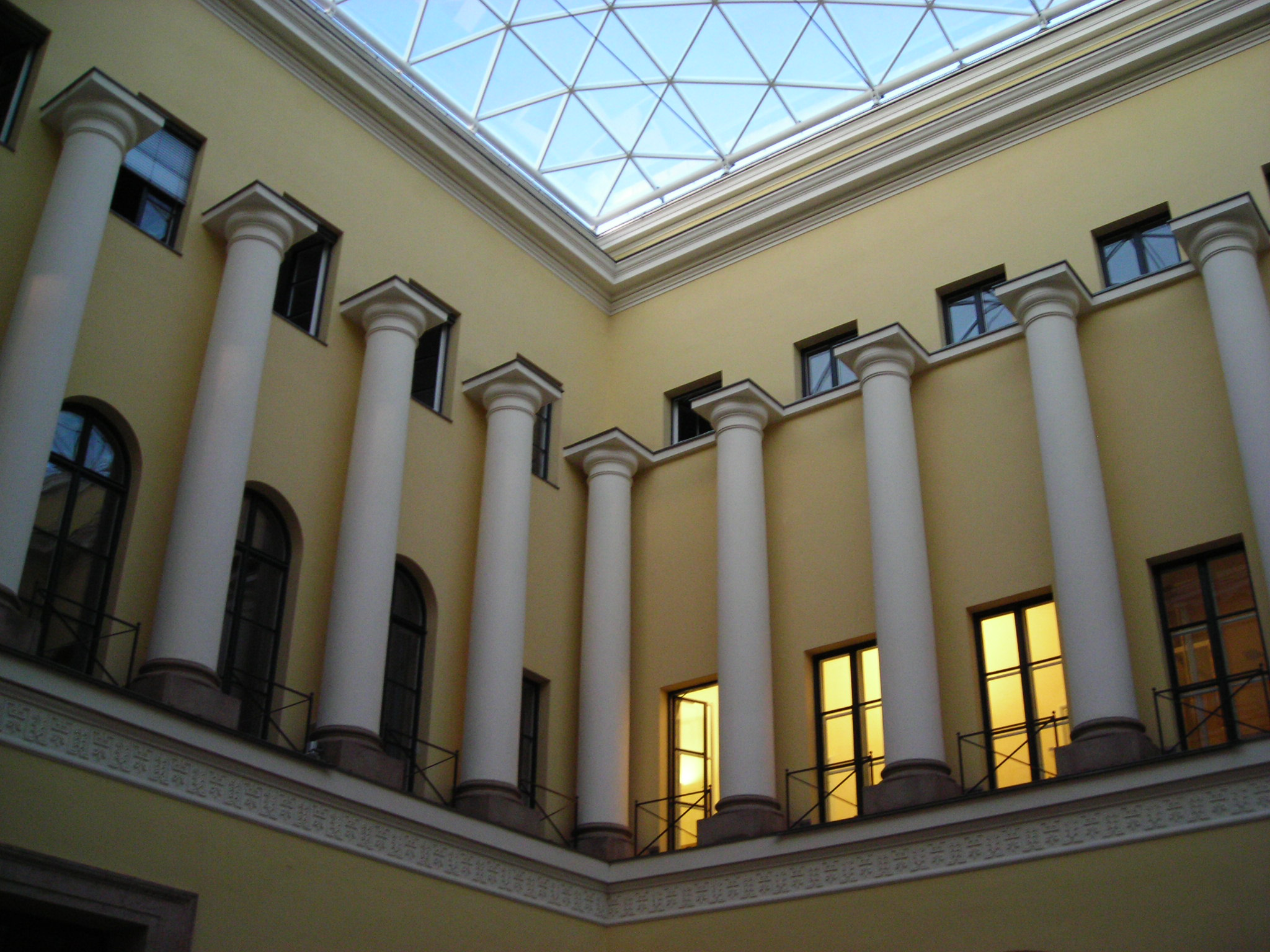

慕尼黑音乐厅（Odeon）是德国慕尼黑的一个前音乐厅，位于音乐厅广场，广场正是因其而得名。它建于19世纪初，由莱奥·冯·克伦泽设计，与毗邻的洛伊希滕贝格宫形成整体,在第二次世界大战中几乎完全被摧毁，战后修复，现在巴伐利亚内政部设此。

## 历史
慕尼黑音乐厅建于1826 - 1828年，由国王路德维希一世委托，最初是一个音乐厅和舞厅。克伦泽设计的外观与毗邻的洛伊希滕贝格宫相似，形成整体,模仿罗马的法尔内塞宫。 礼堂实测75乘125英尺（23乘38），有1445个座位，天花板高50英尺（15）。约翰内斯·里布创作音乐史上最重要的十大作曲家的半身像：贝多芬、莫扎特、格鲁克、亨德尔、海顿、沃格勒、梅于尔、韦伯、奇马罗萨和彼得温特。 天花板装饰以拿撒勒运动风格的壁画：威廉·考尔巴赫和亚当·埃伯尔的“阿波罗”，赫曼·安许茨的审判 大厅，被称为“音乐厅的最不寻常的古典主义建筑的方案之一”， 具有良好的音响效果。
该建筑毁于1944年4月25日夜的盟军空袭。从1951年开始，由约瑟夫·维德曼重建，以容纳内政部。 立面的修复到1954年开始。原礼堂成为内部庭院。许多音乐和建筑爱好者都要求将其修复，作为音乐会空间，但这在技术上或财务上并不可行。